# Phainoptila
Phainoptila is een geslacht van zangvogels uit de familie van de Ptiliogonatidae. De wetenschappelijke naam van het geslacht is voor het eerst geldig gepubliceerd in 1877 door Salvin.

## Soorten
De volgende soort is bij het geslacht ingedeeld:
- Phainoptila melanoxantha – Geelflankzijdevliegenvanger